# 西川きよしのおしゃべりあるき目です
『西川きよしのおしゃべりあるき目です』（にしかわきよしのおしゃべりあるきめです）は、2014年4月1日から2016年3月30日まで朝日放送（ABCテレビ）で毎週月曜日から水曜日の10:53 - 11:35（JST）に放送された紀行番組・通販番組で、西川きよしの冠番組である。

## 概要
2014年3月31日まで4年間にわたって放送されてきた『せのぶら!』の後継番組。放送開始から同年12月26日までの放送時間は9:55 - 10:30で、同番組から1時間繰り上げていた。
朝日放送制作の番組にきよしがレギュラーで出演するのは、司会を務めた『プロポーズ大作戦』の終了（1985年）以来29年振り。大阪府箕面市で実施された初回のロケ（2014年3月31日 - 4月2日放送分）には、きよしの妻・ヘレンも同行した。
2016年3月30日で番組が終了、2年の歴史に幕を降ろす。後番組は、きよしと黒田有（メッセンジャー）が司会を務める『きよし・黒田の今日もへぇーほぉー』で、翌週の4月4日（月曜日）から当番組の放送枠を引き継いでいる。

### 前半（西川きよしのロケパート）
きよしが出演するロケパートでは、きよしが関西各地を訪れたうえで、訪問先の街ならではの情報について聞き込み調査を実施している。
番組開始当初は、きよしが行く先々で出会った人々にお茶菓子を配りながらお茶を淹れたり、近畿2府4県（大阪府・滋賀県・京都府・兵庫県・奈良県・和歌山県）の地名のしりとり形式で次回のロケ先を決めたりしていた。その後は、調査のテーマを週替わりで設定するとともに、そのテーマを毛筆で認めた小さな巻物をきよしが縦へ広げることによって調査を開始。商店や商業施設の調査では、きよしが訪問先の代表者とのじゃんけんに勝った場合に、当番組の視聴者向けのプレゼント（利用特典や割引サービスなど）を付けるようになった。この場合には、プレゼントの内容と、応募に必要な「合言葉」を番組のエンディングで発表する。
放送では、『せのぶら!』に続いて、小寺右子（朝日放送アナウンサー）が視聴者プレゼントの告知を含むナレーションを担当。基本として、1ヶ所でのロケの模様を1週間（基本として3日間）にわたって紹介している。ただし、週替わりの調査テーマを設けてからは、このパターンに沿わないこともある。また、小寺が第2子の産前産後休暇に入った2015年8月以降の放送分では、先輩アナウンサーの柴田博がナレーションを担当。きよしのロケにも随時同行していた。
なお、きよしは前立腺腫瘍の手術と休養を目的に、2016年1月16日から一時芸能活動を休止していた。当番組ではタイトルを変えずに、休止前に収録したロケの模様を順次放送したり、柴田を代役としてロケを収録したりしていた。

### 後半（おしゃべりあるき目ですショッピング）
ロケパートの直後には、『せのぶら!』と同じく、スタジオで収録したテレビショッピングコーナー「おしゃべりあるき目ですショッピング」を挿入。紹介した商品は、朝日放送が運営する通信販売サイト「ABC　かうも。」でも購入できる。ただし、きよしは同コーナーに出演せず、島田珠代と小寺が進行役を担当。小寺の産前産後休暇中には、柴田と島田のコンビで進行していた。

### 再放送・派生番組
2014年4月7日（月曜日）からは、『せのぶら!』と同様に、放送日の早朝（基本として4:31 - 5:00）に関西ローカルで前週分の再放送を実施。当番組を編成しない毎週木曜日・金曜日・日曜日の早朝には、『珠代の得々朝市』という単独番組（「おしゃべりあるき目ですショッピング」の再編集版）も放送している（いずれも特別編成などで休止する場合あり）。
『珠代の得々朝市』については、『きよし・黒田の今日もへぇーほぉー』の放送開始後も、当面の間放送を続けている。

## 出演者

### 放送終了時点
◎：『せのぶら!』から続投

旅人
- 西川きよし

ナレーター
- 柴田博（朝日放送アナウンサー） - 2015年8月から担当。

#### 「おしゃべりあるき目ですショッピング」
進行
- 島田珠代
- 柴田博 - 2015年8月から担当。

リポーター
以下の人物が日替わりで1名ずつ出演
- 佐々木りつ子◎（『せのぶら!』に出演していた妹尾和夫主宰の劇団パロディフライに所属する女優・タレント）- 2014年には、月曜日にレギュラーでアシスタントを務める『ありがとう浜村淳です』（毎日放送のラジオ）と当番組の放送時間が重なっていた。
- 安堂サオリ◎（女優･タレント）
- 久保亜希子◎（フリーアナウンサー）
- 伊藤みく（タレント）
- たなべ勝也（俳優）

ナレーター
- 片山光男

### 過去
- 小寺右子◎（朝日放送アナウンサー） - 2015年7月まで出演した後に、産前産後休暇で休演。休演期間中に番組の終了が決まった。なお「おしゃべりあるき目ですショッピング」に関しては、産休前に収録したVTRが放送されることがある。

## スタッフ
- 美術協力：グリーン・アート、クラフト、ビーム
- 制作協力：エー・ビー・シーメディアコム、ABCリブラ、レジスタエックスワン
- 制作・著作：朝日放送